# Borova (oblast de Kiev)
Pour les articles homonymes, voir Borova.
Borova (ukrainien : Борова, russe : Боровая) est une commune urbaine de l'oblast de Kiev, en Ukraine. Elle compte 7 241 habitants en 2021.